# Quock Walker
| Quock Walker Fall | Quock Walker Fall |
| --- | --- |
| Logo des Supreme Judicial Court | |
| Entschieden April 1783 | |
| Rubrum: | Walker gegen Jennison Jennison gegen Caldwell Massachusetts gegen Jennison |
| Fundstelle: | nicht veröffentlicht |
| Sachverhalt: | Appellation zum Obersten Gericht von Massachusetts nach Inanspruchnahme durch einen Sklavenhalter, Appellation des Sklavenhalters, Anklage des Sklavenhalters wegen Körperverletzung durch den Generalstaatsanwalt |
| 1. Instanz: | Klage eines Sklaven wegen Körperverletzung und auf Entlassung in Freiheit (stattgegeben); Negative Prätendenklage eines Sklavenhalters wegen Unterschlupfgewährung (stattgegeben)                                  |
| Aussage | |
| Gewohnheitsrecht der britischen oder kolonialen Rechtstradition mag im Staate Massachusetts grundsätzlich fortgelten. Dies gilt jedoch nicht für Rechtssätze im Widerspruch zur Verfassung. Maßgeblich allein ist das Gesetzmäßigkeitsprinzip. | |
| Richter | |
| vorsitzender Richter: | Chief Justice Cushing |
| beisitzend: | Jury |
| Strafsache | |
| vorsitzender Richter: | Chief Justice Cushing |
| beisitzende Richter: | Nathaniel Peaslee Sargeant, David Sewall, Increase Sumner |
| Angewandtes Recht | |
| Art. 1 der Verfassung der Republik Massachusetts | |

Der Fall Quock Walker ging ein in die US-amerikanische Geschichte als Impuls für mehrere prägende Rechtsentwicklungen und trug sich zu vor Verabschiedung der Verfassung der Vereinigten Staaten. Er gilt als Beginn der tatsächlichen Umsetzung des Rechtsstaatsprinzips und die erste Bewährungsprobe für die junge Verfassung von Massachusetts.
Quock Walker wurde 1753 in Worcester County, Province of Massachusetts Bay als Sklavenkind auf dem Gut der bekannten Familie Caldwell geboren und wuchs dort auf. Sein Herr versprach ihm die Freiheit mit Vollendung des 25. Lebensjahres, verstarb jedoch später. Dessen Witwe erneuerte dieses Versprechen für die Vollendung des 21. Lebensjahres, heiratete jedoch einen gewissen Nathaniel Jennison. Dieser betrachtete Walker fortan als seinen Sklaven.
Als Walker 21 Jahre alt wurde, forderte er erfolglos seine Entlassung in Freiheit und floh darauf. Unterschlupf fand er auf dem Gut der Brüder seiner früheren Besitzerin, der Caldwells. Jennison und seine Männer ergriffen Walker jedoch, verschleppten ihn zurück und nachdem sie ihn auspeitschten und ihn schwer misshandelten, wurde er wieder versklavt. Dies führte zu mehreren Gerichtsverfahren, in denen sich die Beteiligten wechselseitig verklagten.

## Hintergründe
Es war die Zeit der Amerikanischen Revolution und der Lösung von Großbritannien. 13 englische Kolonien hatten sich in der Unabhängigkeitserklärung vom 4. Juli 1776 separiert. Nach ersten Einschränkungen des Sklavenhandels durch Connecticut und Rhode Island 1774 und einem Totalverbot der Sklaverei in Vermont 1777 mittels Verfassungsänderung gab sich auch Massachusetts eine Verfassung, die mit einem Grundrechtskatalog begann:

„Teil 1 Art. I: Alle Menschen sind frei und gleich geboren, und haben bestimmte natürliche, essenzielle und unveräußerliche Rechte, als solches mag auch das Recht gelten, ihr Leben und ihre Freiheiten zu entfalten und zu verteidigen, das Recht, Eigentum zu erwerben, zu besitzen und zu verteidigen, kurzum das Recht, ihre Sicherheit und ihr Glück zu erstreben und zu erlangen.“

Es stellte sich mithin die Frage, wie wirksam diese Rechte sein würden.

## Prozesse vor Zivilgerichten
In Sklavereifällen hatten in den Jahren zuvor die Gerichte in Neuengland meist zu Gunsten von Sklaven entscheiden, wenn einem Sklaven die Entlassung in Freiheit nachweislich vertraglich zugesichert war. Im Walker-Fall stellte sich die Frage, wie zu verfahren sei, wenn der Entlassungsverpflichtete stirbt und der Sklave in das Vermögen eines Dritten übergeht. Hinsichtlich der Witwe Caldwell, nunmehr Jennison, mochte die erbrechtliche Universalsukzession greifen und die  Rechtsverhältnisse unverändert belassen. Jedoch warf der Effekt des ehelichen Güterstandes eine eigenständige Rechtsfrage auf.
Walker klagte 1781 auf Feststellung seiner Eigenschaft als freier Bürger und auf Schadenersatz von £300 für erlittene Körperschäden.
Das Zivilgericht (Court of Common Pleas) gab dem statt und sprach ihm nur £50 zu. Jennison verklagte die Caldwells wegen Einmischung in Eigentumsrechte und eigennütziger Anstiftung. Auch ihm gab die Jury des Zivilgerichts recht und sprach ihm £25 zu. Gegen diese separaten, jedoch sich widersprechenden Entscheidungen ergriffen die unterlegenen Parteien den Rechtsbehelf der Appellation.

## Entscheidung des Obersten Gerichts von Massachusetts
1783 erreichten die zwei Appellationsverfahren das Oberste Gericht (Supreme Judicial Court of Massachusetts). Zudem erhob der Generalstaatsanwalt Anklage gegen Jennison wegen Misshandlung und Körperverletzung. Auch hatte ein anderer prominenter Fall das Gericht erreicht: die Appellation in der Sache Brom und Bett gegen Ashley von 1781. In diesem hatte ein Gericht in erster Instanz zwei andere Sklaven wegen Verfassungsverstoßes für frei erklärt.
Das Gericht war in den Zivilverfahren besetzt mit dem Obersten Richter und einer Jury. In der Sache von Quock Walker gelangte es zum gleichen Urteil und bestätigte seine Freiheit. Es erließ auch ein Säumnisurteil gegen Jennison. In seinen Instruktionen an die Jury führte es aus:

„Durch die Sklavereidoktrin und den Anspruch von Christen, Afrikaner in dauerhafter Knechtschaft zu halten und sie zu behandeln, wie wir das mit unseren Pferden und dem Rindvieh tun, das alles wurde bislang wirklich durch das Provinzrecht gefördert, aber nie als Gesetz niedergeschrieben. Es ist ein Brauch gewesen… Aber was auch immer für Meinungen geherrscht haben mögen und uns Beispiel war, eine andere Idee nimmt ihren Platz ein im amerikanischen Volk, die viel gefälliger ist den natürlichen Rechten der Menschheit und dem natürlichen, angeborenen Verlangen nach Freiheit … (ohne Rücksicht auf Farbe, Aussehen oder Nasenform). Und genau aus diesem Grund beginnt die Verfassung unserer Regierungsform, durch die sich die Menschen dieses Gemeinwesens feierlich gebunden haben, indem sie erklärt, dass alle Menschen frei und gleich geboren sind, und jedermann ein Anrecht auf Freiheit hat, das die Gesetze schützen … und ihr ist der Gedanke gänzlich zuwider, dass jemand in Sklaverei geboren werden kann… Das Prinzip der Sklaverei ist unvereinbar zu unserem eigenen Benehmen und unserer Verfassung und so was wie die dauerhafte Knechtschaft eines intelligenten Lebewesens darf es nicht geben…“

In der Strafsache war das Gericht mit 4 Berufsrichtern besetzt und verurteilte Jennison zu einer Strafe von 40 Shilling nebst Verfahrenskosten.
Die Appellation in der Sache Brom und Bett gegen Ashley wurde angesichts dieser Entscheidung zurückgenommen, womit auch diese zwei Sklaven endgültig frei waren.

## Wirkung und Bedeutung
Bedeutsam ist dieser Fall in vielerlei Hinsicht. Sein historischer Kontext zeigt,  dass hier etwas zur praktischen Anwendung gebracht wurde, was man zuvor nicht tat, worüber allenfalls Gelehrte sprachen und sich in den Schriften europäischer Aufklärungsphilosophen wie Locke oder Montesquieu fand:
Zum einen handelt es sich hierbei um die ersten Sklaven in Nordamerika, die auf Grund eines Gesetzes und durch Hoheitsakt befreit wurden.
Zweitens zeigt die Entscheidung in struktureller Hinsicht die Tragweite einer konsequenten Umsetzung des Rule of Law, einer Idee, die im Rechtsstaat ihr späteres europäisches Gegenstück finden sollte. Massachusetts definierte sich demonstrativ als eine Staatsform, in der Gesetze regieren und nicht einzelne Personen. Die Handschrift von John Adams ist unverkennbar:

Part I Article XXX: …the government of this commonwealth … to the end it may be a government of laws and not of men.

In einem gewohnheitsrechtlich geprägten Rechtssystem – als Mischung aus ungeschriebenen Traditionen, kodifizierten Statuten und ihrer Weiterentwicklung mittels Rechtspraxis und Amendments – verwarf das Oberste Gericht von Massachusetts eine althergebrachte Praxis nicht bloß auf der Grundlage einer zeitlichen Normkollisionsregel, was zu erwarten gewesen wäre und wonach neues Recht das alte verdrängt. Es sah nicht nur eine Änderung, ein Amendment des alten Statuts, die wechselseitig mit der Tradition zu interpretieren gewesen wäre. Es erkannte einen Vorrang der Verfassung und damit eine qualitative Normhierarchie. Der tragende Gedanke war, dass Sklaverei einen Verfassungsverstoß darstellte.
Das Gericht sah auch die Verfassung nicht als politisches Programm, sondern als unmittelbar geltendes und einklagbares Recht, das nicht erst durch einen legislativen Akt und weitere Vorschriften zur Geltung und Anwendung gebracht werden braucht. Damit verpflichtet die Verfassung den einfachen Rechtsanwender zur Gesetzmäßigkeit wie es das kleine Gericht auf dem Lande ist, das Court of Common Pleas. Es etablierte damit das Prinzip der gerichtlichen Überprüfung von Rechtsnormen, das so genannte Judicial Review.
In letzter Konsequenz bedeutet das Gesetzmäßigkeitsprinzip auch ein Gebot zur Verwerfung präkonstitutionellen (Gewohnheit-)Rechts im Falle eines Widerspruchs zur Verfassung. Hierzu bedarf es nicht eines Zuwartens auf eine legislative Korrektur, das Gericht sah vielmehr einen eigenen Auftrag begründet durch die Gewaltentrennung. Immerhin hatte der beklagte Sklavenhalter Jennison sich drauf berufen, die neue Verfassung oder die Staatsgesetze hätten nie die Sklaverei abgeschafft oder verboten.
Mit der Invollzugsetzung von Verfassungsnormen durch exekutive oder rechtsprechende Organe begann auch die Abkehr von der Parlamentsprärogative (Supremacy of Parliament).
Auch in der später entworfenen Verfassung der Vereinigten Staaten und in  der europäischen Staatsorganisationsentwicklung lassen sich diese Ideen wieder finden:
- Gesetzmäßigkeit von Exekutive und Rechtsprechung, Vorrang des Gesetzes und Vorrang der Verfassung
- Gerichtliche Überprüfbarkeit von Rechtsverhältnissen und Rechtsnormen, Normverwerfung bei Unvereinbarkeit mit der Verfassung
- Unmittelbare Geltung der Verfassung, Einklagbarkeit von Grundrechten
- Justizgewährungsanspruch

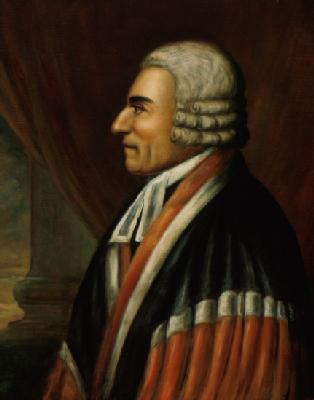
William Cushing

Sowohl in personeller als auch in inhaltlicher Hinsicht wurde der Geist dieser Entscheidung in die Verfassungspraxis des späteren Bundes getragen. Der vorsitzende Richter Cushing diente lange im Obersten Gericht der Vereinigten Staaten, das aus dem Rule of Law die Verfassungsgerichtsbarkeit ableitete – auch gegen Parlamentsakte. Selbst ohne eine Erwähnung in der Bundesverfassung wurde spätestens 1803 mit der Entscheidung Marbury gegen Madison das Judicial Review erweitert auf die Kompetenz zur materiellen Normenkontrolle von Gesetzen, als man die bekannte Formel hörte:

„Parlamentsbeschlüsse, die gegen die Verfassung sind, erlangen keine Rechtskraft. Und was die Verfassung erlaubt, haben die Gerichte herauszufinden… Denn welchen Zweck hätte eine Verfassung, die Gerichte ignorieren können.“

Die Verfassung von Massachusetts hat die Impulse des Quock-Walker-Falls nur konserviert. Sie ist bis heute die älteste geschriebene Verfassung, die in Kraft ist. Sie wurde nicht verändert, um die Sklaverei zu verbieten, denn dessen bedurfte es nicht.